# Municipio de Sombrerete
El municipio de Sombrerete es uno de los 58 municipios del estado de Zacatecas, México. Su cabecera municipal es la ciudad de Sombrerete. Es el sexto municipio más poblado del estado y su cabecera municipal es la octava localidad más poblada del mismo. El municipio cuenta con una superficie de 3,571 km².

## Demografía
El municipio de Sombrerete, según el Censo de Población y Vivienda 2020, cuenta con 63,665 habitantes, de los cuales 31 467 son hombres (49.4 %) y 32 198 son mujeres (50.6 %).

### Localidades
El municipio incluye en su territorio un total de 173 localidades. Las principales, considerando su población del censo de 2020 son:
| Localidad                                   | Población |
| Total Municipio                             | 63 665    |
| Sombrerete                                  | 25 068    |
| Colonia González Ortega                     | 4 032     |
| Charco Blanco                               | 2 749     |
| Hidalgo (Colonia Hidalgo)                   | 2 455     |
| Villa Insurgentes (El Calabazal)            | 1 480     |
| San Martín                                  | 1 365     |
| Ignacio Zaragoza (Colonia Ignacio Zaragoza) | 1 210     |
| Ejido Zaragoza (Francisco R. Murguía)       | 1 093     |
| San José de Félix                           | 1 066     |
| Colonia Flores García                       | 966       |
| Colonia Felipe Ángeles (El Barranco)        | 945       |
| Benito Juárez                               | 940       |
| Corrales                                    | 899       |

## Geografía
El municipio de Sombrerete está enclavado en la sierra del mismo nombre y es famoso por sus prósperos minerales de oro, plata, plomo, estaño y mercurio, por la Sierra de Órganos, y por la ciudad de Sombrerete conocida por su gran riqueza arquitectónica con magníficos templos y edificios de bien labradas canteras construidos durante la Nueva España que la ha hecho ser considerada la segunda ciudad más bella del estado de Zacatecas.
El punto más alto de la Sierra de Sombrerete es el Cerro El Papantón.

### Localización
Ubicación de Zacatecas se toma la carretera federal núm. 45 y se llega a la ciudad de Sombrerete, la cual tiene una distancia de 167 km de la capital del estado (Zacatecas) por una carretera en buenas condiciones y que se encuentra a una altitud de 2,351 metros.

## Composición
En la región que comprenden los municipios zacatecanos de Chalchihuites, Saín Alto, Jiménez del Teul, Valparaíso y Sombrerete, y la comunidad de Villa Insurgentes así como los municipios colindantes del estado de Durango, Súchil y Vicente Guerrero.

## Historia

### Antecedentes prehispánicos
Existen vestigios de asentamientos indígenas prehispánicos. Según los estudiosos del tema, la cultura de estos lugares es la llamada "Chalchihuites", que duró desde el preclásico superior hasta la mitad del epiclásico (primeros años de nuestra era al 900). Los grupos humanos de este territorio eran sedentarios, dedicados primordialmente a la agricultura y poco a la caza.
No se conocen las causas de la desaparición de las comunidades asentadas en la región. Las hipótesis que se manejan sobre el tema abarcan: el cambio en las condiciones ambientales, una mayor presión de los grupos nómadas y el fin de las metrópolis de los valles centrales de Mesoamérica.
Conforme desaparecieron las comunidades de la región, el territorio fue paulatinamente ocupado por grupos de nómadas, recolectores y cazadores. Estos indígenas son llamados "chichimecas". Al llegar los españoles a la región, los chichimecas habitaban el territorio.

### Periodo Colonial
En 1555 arribó a la región Juan de Tolosa, al frente de un reducido grupo compuesto de españoles, frailes franciscanos e indígenas aliados. Este grupo asentó sus reales al fondo de una quebrada, cerca de un manantial, naciendo así el Real y Minas del Sombrerete. En 1570 la Audiencia de Guadalajara le concedió el título de Villa de Llerena.
Ya para entonces habían aumentado el número de fundos mineros y la Villa tenía gran importancia, puesto que desde 1567 contaba con el templo y convento franciscano de San Mateo, de cuyos claustros salían los frailes a difundir una nueva religión y un diferente modo de vivir entre los indígenas comarcanos.
La importancia de Sombrerete aumentó en el siglo XVII al establecerse una Real Caja, en la que además de recaudarse los "quintos" reales, se fundían y ensayaban minerales provenientes de regiones tan alejadas como Chihuahua y Sinaloa. A esta oficina hacendaria estuvieron inscritas las receptorías de los hoy municipios de Saín Alto, Chalchihuites, San Miguel del Mezquital (hoy municipio de Miguel Auza) Río Grande y General Francisco R. Murguia.
Si bien es cierto que en los orígenes de Sombrerete se debieron a la riqueza argentífera, también es verdad que la sociedad que surgió aplicó esos recursos a favorecer el comercio y la agricultura, igualmente se preocupó por embellecer las edificaciones religiosas. En esta época inició la formación de haciendas que sobrevivieron hasta principios del siglo XX.
Las minas que le dieron mayor fama a Sombrerete son las de Pabellón y Vetanegra, cuyas riquezas legendarias permitieron a la familia Fagoaga acceder al título del Marquesado del Apartado. Otra familia que se benefició de las actividades económicas de la región fue la De la Campa y Cos, que tuvo el título del Condado de San Mateo de Valparaíso.

### sigloXIX
Al inicio de este siglo, la Villa de Sombrerete llegó albergar treinta mil habitantes y contar con treinta y cuatro haciendas de beneficio. En 1810 se estableció una Casa de Moneda, ahí se acuñó la famosa emisión de monedas "Vargas".
En la guerra de Independencia algunos sombreretenses contribuyeron con la causa independentista, enviaron dinero a través de Julián Fernández, hermano de Félix, conocido en la historia del país como Guadalupe Victoria, primer presidente de la República.
Al consumarse la Independencia, Sombrerete fue elevado a categoría de ciudad por el Congreso Constituyente de Zacatecas. Desde entonces se convirtió en cabecera de Partido -sustituyó la figura de Subdelegación de la Intendencia de Zacatecas-, es decir un territorio político que integró las municipalidades de Sain Alto, Chalchihuites y San Andrés del Téul (hoy municipio de Jiménez del Téul).
La importancia económica de Sombrerete permitió, en la primera mitad del siglo XIX, que varios sombreretenses ocuparan posiciones burocráticas y políticas importantes en la capital del Estado. Incluso el primer Gobernador electo en la República federal fue el sombreretense José María Bracho, otro personaje es el liberal Miguel Auza, Gobernador de Zacatecas antes y después de la Guerra de Reforma y de la Intervención francesa.
Durante la Intervención francesa el partido de Sombrerete perteneció al Departamento de Fresnillo -segregado del Departamento de Zacatecas, ambos pertenecieron a la comandancia militar de Guadalajara-. Casi al término de la guerra, la cabecera municipal de Sombrerete se convirtió en sede del Gobierno Provisional que encabezó el liberal Miguel Auza. En 1866 pasó por aquí el presidente Benito Juárez.

### sigloXX
En el periodo llamado porfirista Sombrerete mantuvo sus actividades mineras, comerciales y agrícolas. Sus haciendas de campo eran reconocidas a nivel nacional por la producción de algodón y de granos. Aunque sus comunidades se mantuvieron con tranquilidad, en 1911 surgieron de esta región los contingentes revolucionarios que enarbolaban la no reelección, estuvieron bajo el mando del maderista Luis Moya.
Después de 1911 la región no tuvo la tranquilidad de antaño. Constantemente sus haciendas y las cabeceras municipales del Partido fueron atacadas y las actividades económicas decayeron. Entre 1913 y 1914 Sombrerete fue la capital provisional del Estado de Zacatecas. Estuvieron al frente del gobierno el general Pánfilo Natera, comandante de la División del Centro, y Luis J. Zalce, político maderista identificado con el liberalismo mexicano.
En la guerra cristera la región fue escenario de ataques hechos por los cristeros y los agraristas. Las comunidades rurales fueron las más afectadas. Después de este levantamiento armado la región no ha sufrido mayores trastornos sociales y políticos.
Actualmente Sombrerete es una de las regiones agrícolas más importantes del país. En el estado, el municipio ocupa un lugar preponderante por las actividades comerciales que dominan la región norte de Zacatecas.

## Economía

### Actividades económicas
Sus actividades comerciales son la minería, la agricultura, la ganadería, y el comercio.

### Turismo
Sombrerete es la segunda ciudad del estado con mayor riqueza arquitectónica después de la Ciudad de Zacatecas. Posee lugares turísticos como:
- El Templo Parroquial,
- El Templo de Santo Domingo,
- El Templo de la Soledad,
- El Templo de la Santa Veracruz,
- El Convento San Francisco,
- El Templo de la tercera Orden (único en el país por su estilo renacentista y su bóveda en el interior única en América Latina),
- El Templo de San Francisco,
- Los portales,
- Plaza San Francisco
- El Museo Municipal,
- Las Tinajas.
- La Escuela Juárez,
- La Escuela Rivas de Bracho.
- La Escuela Luis Moya
- El Cerro El Papantón
- El Cerro del Sombreretillo

Y también otros lugares como el Parque nacional Sierra de Órganos, el cual ha sido escenario de películas nacionales e internacionales como Bandidas, El Cavernícola, etc., y las Cuevas Pintas (cuevas con pinturas rupestres) ubicada en territorio de la comunidad de San José De Mesillas.

## Presidentes Municipales
| Presidente Municipal              | Periodo de Gobierno | Partido Político |
| Emeterio Talavera                 | 1940                |                  |
| Pablo Méndez Torres               | 1941                |                  |
| Modesto Balderas                  | 1942-1943           |                  |
| Gregorio Martínez                 | 1944-1946           |                  |
| Norberto Mena Cervantes           | 1947                |                  |
| Florentino Contreras              | 1948-1949           |                  |
| Alberto Saldívar                  | 1950-1951           |                  |
| Marciano Jacquez Orozco           | 1952-1953           |                  |
| José Muro Saldívar                | 1953-1955           |                  |
| René Maximiliano Lazalde          | 1956                |                  |
| Nicandro Andrade                  | 1957-1958           |                  |
| Victoriano Arredondo              | 1959                |                  |
| Pompeyo Saldívar Soria            | 1959-1961           |                  |
| Gerardo Garay Contreras           | 1962-1964           |                  |
| Natividad Morales                 | 1964                |                  |
| Francisco Olvera Peralta          | 1965-1967           |                  |
| Pascual Mier                      | 1965                |                  |
| Alfonso Pérez Peña                | 1965                |                  |
| Fernando Luevanos Sánchez         | 1968-1970           |                  |
| Gabino Díaz Díaz                  | 1971-1973           |                  |
| Jorge Santos Marentes             | 1974-1976           |                  |
| Filiberto Salazar Hernández       | 1977-1978           |                  |
| Alberto Márquez Olguín            | 1980-1982           |                  |
| José Marco Antonio Olvera Acevedo | 1983-1985           |                  |
| Ricardo Ríos Rojero               | 1986-1988           |                  |
| Leopoldo Enrique Santos Pérez     | 1989-1992           |                  |
| Jesús Gómez Monreal               | 1992-1995           |                  |
| Sergio Gabriel Olvera Acevedo     | 1995-1998           |                  |
| Ismael Murillo Murillo            | 1998-2001           |                  |
| Manuel Humberto Esparza Pérez     | 2001-2004           |                  |
| Juan Quiroz García                | 2004-2007           |                  |
| Vicente Márquez Sánchez           | 2007-2010           |                  |
| Daniel Solís Ibarra               | 2010-2013           |                  |
| Juan Ángel Castañeda Lizardo      | 2013-2014           |                  |
| Juan Pablo Castañeda Lizardo      | 2014-2016           |                  |
| Ignacio Castrejón Valdez          | 2016-2018           |                  |
| Manuel Alan Murillo Murillo       | 2018-2021           |                  |
| Ramsés Ríos Rodarte               | 2021                |                  |
| Manuel Alan Murillo Murillo       | 2021-2024           |                  |
| J. Santos Ramiro Hinojoza Aguayo  | 2024 - 2027         |                  |